# ウルトラ闘魂伝説
『ウルトラ闘魂伝説』（ウルトラとうこんでんせつ）は、1993年にバンプレストから発売されたアーケードゲーム。

## ストーリー
ウルトラ戦士たちは、数多くの星で怪獣たちを倒し、人々を救ってきた。これにより、大宇宙は平穏な時が流れていた。ところがそんなある日のこと、地球にて再び怪獣たちが暴れだしたのである。この情報はウルトラの国に届き、パトロールから帰ってきたウルトラマン、セブン、タロウの3人にも伝えられた。
大隊長は3人に対し、太陽系（地球）へ向かうよう指示を出す。怪獣との戦いによって負傷してしまったレオたちに代わり、急いで地球へと飛び立った3人は怪獣たちを倒し、再び地球の平和を取り戻すことができるのか。

## ゲーム内容
3頭身にスーパーデフォルメ化されたウルトラ兄弟とウルトラ怪獣が戦うベルトスクロールアクションゲーム。プレイヤーはウルトラマン、セブン、タロウの3人の中から選択し、次々と現れる怪獣を倒すのが目的である。全6ラウンド構成。ライフがなくなるか、制限時間が0になると1ミスとなり、残機数をすべて失うとゲームオーバーになる。2人同時プレイも可能で、途中参加もできる。

## 操作方法
8方向レバー+3ボタンとなっている。Aボタンは攻撃、Bボタンはジャンプ、Cボタンはウルトラボンバーの使用となっている。Aボタンを押し続けるとため技を繰り出すことができる。しかし、ためすぎるとばてる。怪獣と組み合った状態で、Aボタンを押すと持ち上げることができ、再度Aボタンを押すと投げることができる。ただし、怪獣を持ったままの状態で放置しておくと、押しつぶされる。背後にまわった場合はジャイアントスイングとなる。

## 怪獣

### 通常
ザラブ星人は、にせウルトラマンか、にせウルトラセブンのどちらかに姿を変える。
- ベムラー
- ペギラ
- ガボラ
- ガラモン
- メフィラス星人
- ギャンゴ
- ネロンガ
- メトロン星人
- ヒッポリト星人

- ダダ
- ザラブ星人
- ブラックギラス
- レッドギラス
- タッコング
- ラゴン
- ギラドラス
- レッドキング
- モチロン

### ボス
- 恐竜戦車
- エレキング
- バルタン星人
- キングジョー
- バードン
- タイラント

## アイテム
ステージの途中で上から降ってくる。
ライフカプセル
体力を回復する。小・中・大の3種類ある。
ウルトラボンバー
ウルトラ兄弟の必殺技を繰り出す。プレイ開始時は3つストックされており、最大6つまでストックできる。